# Sericomyia lata
Sericomyia lata är en tvåvingeart som först beskrevs av Cqouillett 1907.  Sericomyia lata ingår i släktet torvblomflugor, och familjen blomflugor. Inga underarter finns listade i Catalogue of Life.